# Ауш
Ауш або Манек'енк — корінна народність, яка вважається найстарішими жителями Вогняної Землі. Вони населяли півострів Мітре у східній частині острова.
Ауш були кочовими мисливцями, полюючи на гуанако.